# José Manuel Eguiguren Urrejola
José Manuel Eguiguren Urrejola (Cauquenes, en 1811 - Santiago, en 1883) fue un político y abogado chileno. 
Estudió en la escuela local de Cauquenes y luego emigró a Santiago, donde cursó leyes en el Instituto Nacional, titulándose de abogado en 1843. 
Trabajó como abogado de la Municipalidad de Santiago (1845), Administrador de Aduanas de Valparaíso (1848) y Juez de Letras de Cauquenes (1850).
Militante del Partido Conservador, fue elegido Diputado por Curicó y Santa Cruz en 1855. Reelegido por el mismo departamento en 1858. Integró en estos dos períodos la Comisión permanente de Constitución, Legislación y Justicia.
Ministro de la Corte de Apelaciones de Santiago (1862) y Ministro de la Corte Suprema de Justicia (1867). Posteriormente se retiró de la vida pública y se hizo cargo de la hacienda de la familia.